# Enånger
Enånger is een plaats in de gemeente Hudiksvall in het landschap Hälsingland en de provincie Gävleborgs län in Zweden. De plaats heeft 652 inwoners (2005) en een oppervlakte van 132 hectare.